# روبرت وود (لاعب اتحاد الرغبي)
روبرت وود (بالإنجليزية: Robert Wood)‏ هو لاعب اتحاد الرغبي أسترالي، ولد في 6 مايو 1948 في بريزبان في أستراليا.